# Малесия, Войвода
Войвода Малесия (серб. и черног. Bojвода Maлесија / Vojvoda Malesija; 17 июля 1970, Мойковац — 24 декабря 2021, Подгорица) — югославский футболист, потом черногорский тренер, играл на позиции нападающего.

## Карьера

### Клубная
Профессиональную карьеру начинал ещё в федеративной Югославии, выступая за «Будучност» из Титограда и даниловградскую «Искру». После распада Югославии, играл во множестве клубов СРЮ, среди которых «Явор», «Полимле» и «Единство» из Биело-Поле. Пока в 1996 году на долгих три сезона не обосновался в «Зете» из Голубовци, в сезоне 1999/2000 выступал за «Раднички» (Ниш). Летом 2000 года перебрался в российский клуб «Уралан» из Элисты, за который дебютировал 30 июля того же года в домашнем матче против махачкалинского «Анжи», проведя на поле 90 минут, по итогам того сезона клуб из Калмыкии покинул элитный дивизион, а сам Малесия вернулся в «Раднички». В 2001 году перебрался в «Зету». Завершал карьеру в белградском клубе «Раднички».

### Тренерская
После завершения карьеры игрока работал в качестве ассистента в «Зете», далее работал главным тренером клуба «Блю Стар» из Подгорицы. С 2009 года вновь тренирует «Зету».
Скончался 24 декабря 2021 года.